# Арсентьев, Александр Сергеевич
Александр Сергеевич Арсентьев (род. 31 октября 1973, Тольятти) — российский актёр театра и кино. Заслуженный артист России (2021).

## Биография
Александр Арсентьев родился 31 октября 1973 года в Тольятти.
После школы поступал на филологический факультет Самарского университета, но не прошёл. Выучился в СПТУ на электромеханика по торговому и холодильному оборудованию. Затем была служба в армии (военнчасть в Калужской области), а потом работа на АВТОВАЗе — занимался ремонтом оборудования на пищеблоках. 
В 1999 году окончил Школу-студию MXAT (курс О. Ефремова) и был принят в труппу МХТ им. Чехова.
С 2001 года — актёр труппы Московского драматического театра имени А. С. Пушкина.
Почётный деятель культуры города Москвы (2017).
Заслуженный артист России (2021).

## Спектакли и poли

### МХТ им. А. П. Чехова
- 1999 — «Маленькие трагедии» А. С. Пушкина — Альберт
- 1999 — «Ундина» Ж. Жироду. Постановка Н. Скорика — Рыцарь Ганс (ввод)
- «Буря» У. Шекспира — Просперо
- «Бесы», по роману Ф. М. Достоевского — Ставрогин
- «Зелёная зона» — Толя Гущин
- 1999 — «И свет во тьме светит» Л. Толстого. Постановка В. Долгачёва — Старковский
- «Джульетта и её Ромео» — Герцог
- «Бабье царство» — Лысевич
- 2000 — «Профессия миссис Уоррен» Б. Шоу. Постановка В. Салюка — Фрэнк
- «Лесная песня» — Перелесник
- 2000 — «Сирано де Бержерак» Э. Ростана. Постановка О. Ефремова — Кристиан
- «Пролётный гусь»
- 2002 — «Сонечка», по повести Л. Улицкой

### Московский театр им. А. С. Пушкина
- «Зовите Печориным» — Печорин
- «Цыганы» А. С. Пушкина — Алеко[источник не указан 788 дней]
- «Самоубийца» Н. Эрдмана — Виктор Викторович, писатель[источник не указан 788 дней]
- «Бесприданница» А. Островского — Карандышев
- «Наваждение» — Иван, сын Зинаиды
- «Остров сокровищ» — Доктор Ливси[источник не указан 788 дней]
- «Ромео и Джульетта» У. Шекспира — Меркуцио
- «Ночи Кабирии» — Брунелло
- «Кот в сапогах» Ш. Перро — Король
- «Одолжите тенора» — Тито Мерелли, певец
- «Мадам Бовари», по роману Г. Флобера — аптекарь Оме
- «Дамский портной» — Мулино
- «Письмо счастья» — Фернандо Крапп
- «Босиком по парку» — Пол Бреттер
- «Много шума из ничего» У. Шекспира — Бенедикт[источник не указан 788 дней]
- «Добрый человек из Сезуана» Б. Брехта. Постановка Ю. Бутусова — Янг Сун[4]
- «Женитьба Фигаро» Бомарше — граф Альмавива

### Международный театральный фестиваль им. А. П. Чехова
- Двенадцатая ночь — герцог Орсино[1]

### Фильмография
1. 1998 — Чехов и Ко — (серия 8 «Тина») поручик Сокольский
2. 2002 — Если невеста — ведьма
3. 2002 — Саломея (фильм) — корнет Леонов
4. 2002 — Светские хроники (серия 1) — Руслан
5. 2002 — Марш Турецкого: «Оборотень» — стажёр телекомпании
6. 2002 — Каменская 2: «Я умер вчера» — партнёр Уланова
7. 2003 — Красная капелла — дешифровщик Алекс
8. 2003 — Сыщики-2: фильм 1 «Детектор лжи»
9. 2004 — Полный вперёд — Васильев
10. 2004 — МУР есть МУР (2 и 5 серии) — катала Клок
11. 2004 — Марш Турецкого-3: «Война компроматов, или Фабрика грёз» — Андрей
12. 2005 — Лига обманутых жён — Игорь
13. 2005 — Под небом Вероны — Андрей Мазуров
14. 2005 — Бухта Филиппа (фильм 1) — Игорь Поплавский
15. 2005 — 2006 — Адъютанты любви — маркиз д’Арни
16. 2006 — Бесы — Маврикий Николаевич
17. 2007 — Закон и порядок — 2. Отдел оперативных расследований: фильм 2 «Жадность» — Эдуард Трунов
18. 2007 — Атлантида— Андрей Каминский (серии 5-11)
19. 2007—2008 — Бывшая — Леонид Полянский (пр-во Украина)
20. 2008 — Новая жизнь сыщика Гурова: фильм 1 «Спиноза» — Эрик Кросс
21. 2008 — Тяжёлый песок — Яков Ивановский
22. 2009 — Дом образцового содержания — Вилен Мирский
23. 2009 — Государыня и разбойник — Григорий Потёмкин
24. 2009 — Танго с Ангелом — Максим Лавров
25. 2009 — Наша Маша и лесной орех — Гоша, Щелкунчик
26. 2010 — Первая весна
27. 2010 — Путейцы-2 — Саша
28. 2010 — Институт благородных девиц — граф Воронцов
29. 2011 — Ёлки — Жених Юлии
30. 2011 — Три Жизели
31. 2011 — Хозяйка «Белых ночей» — Константин, капитан первого ранга
32. 2012 — Бабье царство — Иван Серебров
33. 2012 — Поцелуй в голову — Георгий Султанов
34. 2012 — Лучшее лето нашей жизни — Павел Кибкало
35. 2012 — Любовь по расписанию — Игорь Левашов
36. 2012 — Бигль, серия "Актёр" — Михаил Голубев
37. 2012 — Любопытная Варвара — Марат Лоскутов
38. 2012 — СК — Олег Раменский
39. 2012 — Только о любви — Сергей, врач
40. 2012—2013 — Не плачь по мне, Аргентина — Максим
41. 2012 — Новогодняя жена — Игорь
42. 2012 — Последняя жертва (короткометражный)
43. 2013 — Думай как женщина — Олег Стрельцов
44. 2013 — Незабудки — Владимир
45. 2014 — Полоса отчуждения — Константин Завадский
46. 2015 — Юрочка — Юрий Чулимов
47. 2015 — Дневник свекрови — Павел Белоцерковский
48. 2019 — Шифр — Антон Олегович Григорьев, хирург
49. 2024 — Плевако — Сергей Витте